# テッド・ラッソ:破天荒コーチがゆく
『テッド・ラッソ：破天荒コーチがゆく』（原題: Ted Lasso）は、配信されたアメリカ合衆国のテレビドラマシリーズ（2020 - 2023）。サッカー監督の苦悩を描くコメディドラマ。企画・制作・主演をジェイソン・サダイキスが務め、他にハンナ・ワディンガム、ブレンダン・ハントらが出演した。2020年8月14日からApple TV+オリジナル作品として全世界へ配信された。
2023年6月7日、ジェイソン・サダイキスはポッドキャスト『Fly on the Wall（原題）』に出演。その中で「この（『テッド・ラッソ』）の物語は完結しました」と発言、本作品の終了を公言した。彼は番組ホストのダナ・カーヴィとデヴィッド・スペードに対し、シリーズは元々3シーズンとして構想していたことを明かしている。
第1シーズン・第2シーズンはプライムタイム・エミー賞にノミネートされており、コメディ・シリーズ部門主演男優賞としてサダイキス、同部門助演男優賞としてゴールドスタイン、同部門助演女優賞としてワディンガムが受賞し、同シリーズは2021年・2022年プライムタイム・エミー賞の優秀コメディ・シリーズ賞を受賞した。また、2021年・2022年ゴールデン・グローブ賞ではテレビ部門 コメディ・ミュージカル作品賞にノミネートされ、サダイキスは同部門主演男優賞を受賞した。

## あらすじ
アメフトのコーチだったテッド・ラッソは、イギリスに渡りサッカーの監督に転身する。経験がないため問題が続出するも、テッド・ラッソはチームを立て直すために奮闘する。

## キャスト
テッド・ラッソ
演 - ジェイソン・サダイキス、日本語吹替 - 楠大典
レベッカ
演 - ハンナ・ワディンガム、日本語吹替 - 五十嵐麗
ビアード
演 - ブレンダン・ハント、日本語吹替 - 大下昌之
ロイ
演 - ブレット・ゴールドスタイン、日本語吹替 - 大泊貴揮
ジェイミー
演 - フィル・ダンスター、日本語吹替 - 柏野昌俊
キーリー
演 - ジュノー・テンプル、日本語吹替 - 吉元里謹
ヒギンズ
演 - ジェレミー・スウィフト、日本語吹替 - 竜門睦月
ネイト
演 - ニック・モハメッド、日本語吹替 - 清水裕亮
サム・オビサニア
演 - トヒーブ・ジモ、日本語吹替 - 清水裕亮
ロハス
演 - クリスト・フェルナンデス
トレント・クリム
演 - ジェームズ・ランス
ルパート・マニオン
演 - アンソニー・スチュワート・ヘッド

## エピソード

### シーズン1
| 通算 話数 | タイトル                                              | 監督           | 脚本                                                              | 公開日        |
| --------- | ----------------------------------------------------- | -------------- | ----------------------------------------------------------------- | ------------- |
| 1         | "ようこそ ラッソ監督" "Pilot"                         | Tom Marshall   | ジェイソン・サダイキス & Bill Lawrence & Brendan Hunt & Joe Kelly | 2020年8月14日 |
| 2         | "ボスとビスケット" "Biscuits"                         | ザック・ブラフ | Joe Kelly & Brendan Hunt & ジェイソン・サダイキス                 | 2020年8月14日 |
| 3         | "クリム記者の密着取材" "Trent Crimm: The Independent" | Tom Marshall   | Jane Becker                                                       | 2020年8月14日 |
| 4         | "歯がゆい関係" "For the Children"                     | Tom Marshall   | Jamie Lee\|                                                       | 2020年8月21日 |
| 5         | "選手交代" "Tan Lines"                                | Elliot Hegarty | Brett Goldstein                                                   | 2020年8月28日 |
| 6         | "花形選手たち" "Two Aces"                             | Elliot Hegarty | Bill Wrubel                                                       | 2020年9月4日  |
| 7         | "レベッカは大丈夫" "Make Rebecca Great Again"         | Declan Lowney  | ジェイソン・サダイキス & Joe Kelly & Brendan Hunt                 | 2020年9月11日 |
| 8         | "俺達ダイヤモンド・ドッグズ" "The Diamond Dogs"       | Declan Lowney  | Leann Bowen                                                       | 2020年9月18日 |
| 9         | "誠実さの意味" "All Apologies"                        | MJ Delaney     | Phoebe Walsh                                                      | 2020年9月25日 |
| 10        | "希望は絶望の元" "The Hope that Kills You"            | MJ Delaney     | Brendan Hunt & Joe Kelly & ジェイソン・サダイキス                 | 2020年10月2日 |

## 製作
2019年10月、Apple TV+は本作の製作を決定した。

## 評価

### 批評
本作は批評家から好意的な評価を受けている。第1シーズンは、批評集積サイトのRotten Tomatoesに42件のレビューがあり、批評家支持率は86%、平均点は10点満点で7.72点となっている。また、Metacriticには20件のレビューがあり、加重平均値は70/100となっている。

## ゲーム
2022年9月30日発売のFIFA 23にて、テッド・ラッソとAFCリッチモンド及び所属選手とスタジアムであるネルソン・ロードが登場する事が発表されている。